# Speocera pongo
Speocera pongo är en spindelart som beskrevs av Christa L. Deeleman-Reinhold 1995. Speocera pongo ingår i släktet Speocera och familjen Ochyroceratidae. Inga underarter finns listade i Catalogue of Life.